# Karl Franz von Wachtendonk
Karl Franz Freiherr von Wachtendonk (auch Karl Franz von Wachtendonck; * 5. Oktober 1668; † 22. Dezember 1731) war Dompropst im Domkapitel Münster.

## Leben

### Herkunft und Familie
Karl Franz Freiherr von Wachtendonk wuchs als Sohn des Anton Arnold von Wachtendonck zu Germenseel (1623–1689) und der Anna Theodora von Wendt zu Holtfeld zusammen mit seinen Brüdern Hermann Adrian und Bertram Anton sowie seiner Schwester Maria Anna in einer uralten Adelsfamilie auf.

### Werdegang und Wirken
Karl Franz studierte zunächst in Angers und erhielt in Münster eine Dompräbende, nachdem Johann Sigismund Adolf Bertram von Nesselrode verzichtet hatte. Die Aufschwörung auf die Geschlechter Wachtendonk, Wendt und Nesselrode fand am 18. Dezember 1679 statt. Im selben Jahr wurde er auch Domherr in Osnabrück. Er kandidierte erfolglos bei der Wahl des Osnabrücker Bischofs im Jahre 1698, die Karl von Lothringen für sich entscheiden konnte. 1706 stand in Münster die Wahl des Bischofs an. Diese war mit Konflikten verbunden. Karl Franz setzte sich für den Kandidaten Karl von Lothringen ein. Dieser unterlag jedoch Franz Arnold von Wolff-Metternich zur Gracht. Die Wahl zum Domscholaster fiel auf den 14. Januar 1728. Seit dem 25. September 1727 war Karl Franz auch weltlicher Hofrichter. Seine Wahl zum Dompropst fiel auf den 23. November 1729. Die Amtszeit währte nicht lange, denn er starb bereits am 22. Dezember 1731.